# 諾羅斯

諾羅斯（西班牙語：Norosí），是哥倫比亞的城鎮，位於該國北部玻利瓦爾省，面積412平方公里，海拔高度60米，始建於2007年12月20日，主要經濟活動有農業、礦業和伐木業，人口14,928。
8°31′34″N 74°2′16″W / 8.52611°N 74.03778°W